# Буи, Давид
Давид Буи (фр. David Boui, род. 28 июня 1988) — центрально-африканский тхэквондист, участник Олимпийских игр 2012 года, знаменосец команды Центральноафриканской Республики на Церемонии открытия летних Олимпийских игр 2012.

## Карьера
На Олимпиаде в 2012 году принял участие в соревнованиях среди мужчин в весовой категории до 68 кг. В первом же круге уступил иранцу Мохаммаду Мотамеду. В бою за бронзовую медаль снова проиграл афганцу Рохулла Никпаю.
В 2014 году стал бронзовым призёром чемпионата Африки в Тунисе.